# Mario Nowak
Mario Nowak (20 febbraio 1985) è un ex giocatore di football americano e allenatore di football americano tedesco, che ha giocato come linebacker.

## Palmarès
- 2 Europei (2010, 2014)
- 1 Eurobowl (Berlin Adler, 2010)
- 1 BIG6 Eurobowl (Berlin Adler, 2014)
- 1 EFAF Cup (Berlin Adler, 2008)
- 1 German Bowl (Berlin Adler, 2004, 2009)